# Plymouth Fury

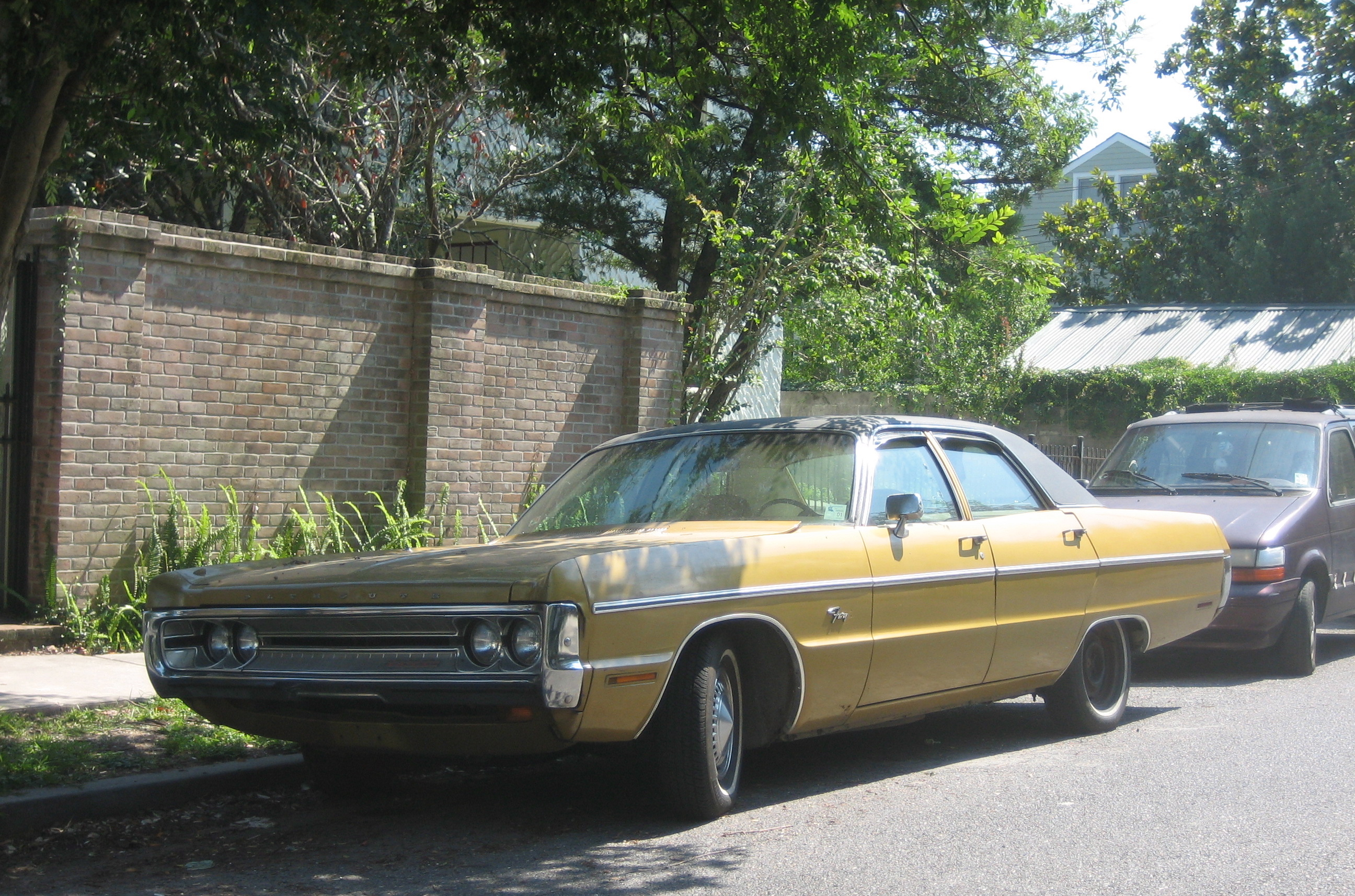
Plymouth Fury från tidigt 70-tal.

Plymouth Fury var under många år bilmärket Plymouths fullsize-modell. Den tillverkades från 1956 till 1978.
I Stephen Kings roman Christine samt filmatiseringen av boken spelar en Fury av 1958 års modell en framträdande roll.